# 히어 세이
히어 세이(Hear'Say)는 영국의 팝 그룹이다. 2001년 2월에 결성되었으며 2002년 10월 팀 결성 18개월 만에 해체되었다.